# Mark Meredith
Mark Joseph Meredith (sinh ngày 21 tháng 8 năm 1965 tại Shelton, Stoke-on-Trent) là thị trưởng được bầu trực tiếp thứ hai và cuối cùng của Stoke-on-Trent ở Anh. Một người đàn ông đồng tính công khai và cựu võ sĩ nghiệp dư ông được bầu vào ngày 5 tháng 5 năm 2005, cho Đảng Lao động, và đánh bại Mike Wolfe độc lập đương nhiệm. Vào tháng 3 năm 2009, Meredith đã bị bắt vì nghi ngờ tham nhũng tại văn phòng, nhưng không bao giờ bị buộc tội. Ông trở lại Hội đồng thành phố với tư cách là Ủy viên Hội đồng của Birches Head và Central Forest Park tại cuộc bầu cử địa phương năm 2011 phục vụ cho đến khi thất bại vào năm 2015. Vào ngày 8 tháng 5, đã xác nhận rằng ông đã không được bầu lại vào phường của mình cho nhiệm kỳ khác của Office, được thay thế bởi một ứng cử viên của nhóm Thành phố độc lập ở Stoke-on-Trent.

## Sự nghiệp chính trị
Thành viên của Đảng Lao động từ năm 1982, Meredith giữ các chức vụ ở nhiều cấp khác nhau của Đảng Lao động, bao gồm cả thời gian là thành viên của ủy ban quốc gia, đại diện cho West Midlands, thuộc bộ phận thanh niên của Đảng Lao động, Đảng Xã hội Trẻ (LPYS) trước khi tan rã tại Hội nghị Đảng Lao động năm 1987. Ông cũng đã làm việc trong nhiều năm trong thời gian này với tư cách là một nhà tổ chức thanh niên cho xu hướng Dân quân. Một doanh nhân địa phương ở thị trấn Hanley của Stoke-on-Trent từ năm 1991, ông được chọn làm ứng cử viên Lao động Mayoral vào tháng 12 năm 2004, đánh bại bốn người khác để giành được đề cử Lao động.